# Schmargendorf
Schmargendorf er en bydel (tysk: Ortsteil) i Charlottenburg-Wilmersdorf-distriktet (tysk: Bezirk) i Berlin, Tyskland.. Schmargendorf har et areal på 3,59 km2 og et befolkningstal på 22.733 (2020). Bydelen har dermed en befolkningstæthed på 6.332 indbyggere pr. km2.
Schmargendorf har bydelsnummeret 0403.

## Personer med tilknytning til Schmargendorf
- Friedrich Carl Andreas (1846-1930), iranist og orientalist

- Willy Birgel (1891-1973), skuespiller
- Cay-Hugo von Brockdorff (1915-1999), billedhugger og modstandsmand
- Rosemarie Clausen (1907-1990), teaterfotograf
- Heinz Drache (1923-2002), skuespiller
- Thomas Engel (1922-2015), instruktør og manuskriptforfatter
- Walter Felsenstein (1901-1975), teaterdirektør
- Walter Franck (1896-1961), skuespiller
- Cornelia Froboess (1943-), skuespiller og schlagersanger
- Alexander Granach (1890-1945), skuespiller
- Heinz Haber (1913-1990), fysiker og studievært
- John Heartfield (1891-1968), maler og grafiker
- Helmut Kohl (1930-2017), politiker
- Fritz Lang (1890-1976), instruktør og manuskriptforfatter
- Theo Mackeben (1897-1953), komponist
- Brigitte Mira (1910-2005), operasanger og skuespiller
- Leni Riefenstahl (1902-2003), danser, skuespiller, instruktør og fotograf
- Rainer Maria Rilke (1875-1926), digter
- Lea Rosh (1936-), journalist
- Lou Andreas Salomé (1861-1937), forfatter, essayist og psykoanalytiker
- Angelika Schrobsdorff (1927-2016), forfatter
- Adam Stegerwald (1874-1945), fagforeningsmand og politiker
- Gisela Trowe (1922-2010), skuespiller
- Lilly Wust (1913-2006), husmor

52°28′38″N 13°17′17″Ø / 52.4772°N 13.2881°Ø